# Lana Titov
Svetlana Titova ist eine US-amerikanische Schauspielerin, Filmschaffende, Kamerafrau, Visual Effects Artist und Synchronsprecherin.

## Leben
Titova studierte an der University of California. Als Synchronsprecherin war sie 2002 in den Computerspielen Big Buck Trophy Hunt und Gettysburg: Civil War Battles zu hören. Als Fernseh- und Filmschauspielerin debütierte sie 2006, als sie in den Filmproduktionen 16 Blocks und Klick sowie in einer Episode Las Vegas mitwirkte. 2010 spielte sie in sieben Episoden der Fernsehserie She’s Just Not That Into You in der Rolle der Katrina mit und fungierte außerdem als Regisseurin, Produzentin, Drehbuchautorin und Filmeditorin. In den folgenden Jahren war sie unter anderen in den Filmproduktionen Die Hüter des Lichts, Stirb langsam – Ein guter Tag zum Sterben und Kind 44 zu hören. 2016 übernahm sie im Horrorfilm The Evil Ones – Die Verfluchten die Rolle der Dolores. 2023 war sie in vier Episoden der Fernsehserie Secret Invasion und im Computerspiel Call of Duty: Modern Warfare III als Synchronsprecherin zu hören.
Als Kamerafrau fungierte Titov unter anderen am Kurzfilm H.A.A.R.P., der am 20. August 2014 auf dem 48 Hour Film Project gezeigt wurde und am Kurzfilm Truheart: The Legend of the Stolen Prince, der am 11. April 2016 ebenfalls auf dem 48 Hour Film Project gezeigt wurde. 2022 war sie für visuelle Effekte im Blockbuster Doctor Strange in the Multiverse of Madness des Marvel Cinematic Universe verantwortlich. Ab demselben Jahr bis 2023 war sie in selber Funktion an der Fernsehserie Ich bin Groot beteiligt.

## Filmografie (Auswahl)

### Schauspiel
- 2006: 16 Blocks
- 2006: Las Vegas (Fernsehserie, Episode 3x21)
- 2006: Klick (Click)
- 2008: Legacy
- 2010: She’s Just Not That Into You (Fernsehserie, 7 Episoden)
- 2013: War Z Day One
- 2013: How to Be Excellent (Fernsehserie)
- 2016: Homes of Horror (Fernsehserie, Episode 4x06)
- 2016: The Evil Ones – Die Verfluchten (Bornless Ones)
- 2017: Finding Mother
- 2017: The Christmas Tree and the Wedding (Kurzfilm)
- 2017: Jimmy Kimmel Live! (Fernsehsendung, Episode 15x66)
- 2017: More Milk (Kurzfilm)
- 2017: Stoneheart (Fernsehserie, Episode 1x03)
- 2017: Bean (Kurzfilm)
- 2019: Boom
- 2020: DisGraced (Fernsehserie, Episode 1x03)
- 2021: Happiness (Kurzfilm)

### Filmschaffende
- 2010: She’s Just Not That Into You (Fernsehserie, 7 Episoden; Regie, Produktion, Drehbuch, Filmschnitt)
- 2013: War Z Day One (Regie, Produktion, Drehbuch, Filmschnitt)
- 2013: How to Be Excellent (Fernsehserie, 3 Episoden; Regie)
- 2014: Everything You Didn’t Want to Know But Were Told Nonetheless (Kurzfilm; Regie, Produktion, Drehbuch, Filmschnitt)
- 2014: I’ll See What I Can Do (Kurzfilm; Regie, Produktion, Drehbuch, Filmschnitt)
- 2017: More Milk (Kurzfilm; Regie, Produktion, Drehbuch, Filmschnitt)
- 2019: Boom (Produktion)

### Kamera
- 2010: She’s Just Not That Into You (Fernsehserie)
- 2013: War Z Day One
- 2013: A Little Mistaken (Kurzfilm)
- 2013: How to Be Excellent (Fernsehserie, 3 Episoden)
- 2014: Everything You Didn’t Want to Know But Were Told Nonetheless (Kurzfilm)
- 2014: H.A.A.R.P. (Kurzfilm)
- 2014: I’ll See What I Can Do (Kurzfilm)
- 2016: Truheart: The Legend of the Stolen Prince (Kurzfilm)
- 2017: More Milk (Kurzfilm)
- 2019: Standdown (Kurzfilm)

### Visuelle Effekte
- 2022: Doctor Strange in the Multiverse of Madness
- 2022–2023: Ich bin Groot (I Am Groot, Fernsehserie, 9 Episoden)

## Synchronisationen (Auswahl)
- 2002: Big Buck Trophy Hunt (Computerspiel)
- 2002: Gettysburg: Civil War Battles (Computerspiel)
- 2012: Die Hüter des Lichts (Rise of the Guardians, Animationsfilm)
- 2013: Stirb langsam – Ein guter Tag zum Sterben (A Good Day to Die Hard)
- 2015: Kind 44 (Child 44)
- 2015: Navy CIS: L.A. (NCIS: Los Angeles, Fernsehserie, Episode 6x24)
- 2017: Criminal Minds: Beyond Borders (Fernsehserie, Episode 2x13)
- 2023: The Machine
- 2023: Secret Invasion (Fernsehserie, 4 Episoden)
- 2023: Call of Duty: Modern Warfare III (Computerspiel)